# Тугуш Девлет Бахтыев
Тугуш Девлет Бахтыев — российский служилый князь Свияжского уезда второй половины XVII века.

## Биография
Князь Тугуш участвовал в различных военных походах, был ранен. Вероятно, он являлся участником Ливонской войны (1558—1583), так он имел 22 двора литовских и немецких пленных.
Князь Тугуш после покорения Казани участвовал в управлении присоединенного населения. Во время антимосковских восстаний в 70—80-х годах XVI в. он держал порядок на завоеванной русским царём территории Казанского ханства, разбивая отряды восставших, например, во время Второй черемисской войны в 1571—1574 годах, которая охватила многие районы Поволжья. В одном из сражений князь Тугуш захватил ногайского мурзу, который впоследствии умер в русском плену. Ногайский мурза Урус потребовал от Ивана IV привлечь Тугуша к ответственности, и либо возвратить имевшиеся у погибшего ценности, либо уплатить штраф за его гибель. Вторгшихся на Луговую сторону ногайцев побил князь Тугуш, и у князя Тугуша тогда племянника убили.
Первые вотчины и поместья князю Тугушу были пожалованы в 1572/73 и 1579/80 годах. В Свияжском уезде ему выделялись угодья для занятия бортничеством, озера с правом рыбной и бобровой ловли. Остальные земельные участки князю были отведены на Диком поле. В 1584/85 годах его поместья пополнились землями в размере 242 четвертей в поле, «а в дву по тому ж» (в том числ на Диком поле) и сенных угодий на 170 копен на реке Улема и речке Турма. В 1588/89 году Тугушу перешли «пустоши на диком поле за засеками починок Тояба да починок Ерыклеи». В указанных деревнях размещались 22 двора литовских и немецких пленных на 140 четвертях в поле, «а в дву по тому ж» и сенокосных лугах на 1320 копен. Речь идет также о земельных владениях в Свияжском уезде по реке Хома.
Кроме вотчинных и поместных земель, князю Тугушу за выслуги были пожалованы четыре кабака в Свияжском уезде.
В ходе сражений против восставших черемис в 1570—1580 годах князь попал в плен.
Князь Тугуш относился к категории сотных князей, поскольку в жалованной грамоте 1597 года говорится, что починок Тояба («Тоеба») состоит в Свияжском уезде «во княж Тугушеве сотне Девлетъ Бахтыева». Принадлежала эта деревня в более поздних документах к Князь-Аклычевой сотне (деревни Большая и Малая Тояба).
В зиму 1581/82 года из Чебоксар было послано войско против луговых черемис во главе с воеводами и свияжским князем Тугушем Девлет Бахтызовичем.
За заслуги русское правительство жаловало Тугуша Девлет Бахтыева (Бахтеева, Девлетбахтеева) сенными, лесными, бортными, рыбными и бобровыми угодьями, кабаками. Князь Тугуш имел «старинную» вотчину в деревне Макулове починке Курелее с 60 четвертями и крестьянскими дворами.
Умер в 1590-е годы.
Его имущество унаследовали сыновья Аклыч и Кармыш, а также дочь с женой. Вотчины и поместья, в том числе «старинная вотчина» в деревне Макулове с починком Куралеем с крестьянами, были за ними закреплены жалованной грамотой царя и великого князя Федора Ивановича от 17 апреля 1597 года. По условию грамоты мурзы Аклыч и Кармыш Тугушевы становились полноправными владельцами лишь по исполнении пятнадцати лет и после вступления на службу. Они также должны были опекать мать и сестру, а последнюю — содержать до совершеннолетия и выдать замуж.

## Семья
Князь Тугуш имел детей — сыновья Аклыч и Кармыш. Жена и дочь. Родовое гнездо Тугушевых располагалось на старинной вотчине в деревне Макулове (ныне деревня Верхнеуслонского района Республики Татарстан). В ней было 442 чети «в поле, а в дву по тому ж», сенных угодий на 1490 копен, бортных земель «в трех местах вотчины». Во владении также находились девять крестьянских дворов починка Курелей с 60 четвертями пашни в поле, «а в дву по тому ж».

## Награды
Упоминание Тугуша с полным отчеством на «-вич» («с вичем»), в том числе в жалованной грамоте 1597 г., являлось свидетельством особой царской милости и высокой наградой за службу